# Cooper Rush
Cooper Rush (nascido em 21 de novembro de 1993) é um jogador profissional que atua como Quarterback pelo Dallas Cowboys na National Football League (NFL). Ele jogou futebol americano universitário na Universidade Central de Michigan e foi contratado pelos Cowboys como um agente livre em 2017, após não ter sido selecionado no Draft da NFL.